# Milutin Knežević
Obispo Milutin (nombre secular Mihailo Knežević; 10 de enero de 1949-30 de marzo de 2020) fue un prelado ortodoxo serbio, obispo de Australia y Nueva Zelanda entre 2003 y 2006, y Valjevo de 2006 a 2020. Murió el 30 de marzo de 2020, debido a COVID-19. 

## Biografía
Nació el 10 de enero de 1949 en Mijači, cerca de Valjevo, en una familia ortodoxa serbia. Fue bautizado en el famoso monasterio de Pustinja.
En 1963 a la edad de 14 años, después de terminar la escuela primaria, fue al Monasterio de Kaona. El 26 de octubre de 1963 en el monasterio de Petkovica, el obispo Jovan Velimirović de Šabac y Valjevo lo criaron con el nombre de monje Milutin en honor del rey medieval Stefan Uroš II Milutin de Serbia. Al día siguiente fue ordenado hierodeacon y el 8 de noviembre del mismo año como hieromonk en Osečina, cerca de Valjevo. Comenzó a asistir a la escuela secundaria monástica en el Monasterio de Ostrog en 1967, y luego regresó al Monasterio de Kaona, donde se convierte en su jefe y sacerdote. 
Más tarde estudió en la Escuela Teológica de San Sava en Belgrado. Después de pasar un año académico en la Facultad de Teología de Belgrado, continuó sus estudios en los Estados Unidos en la Facultad de Teología de St. Sava en Libertyville, Illinois, y se graduó con las mejores calificaciones. Durante seis meses fue secretario de la Diócesis Ortodoxa Serbia de Canadá, y durante seis meses fue párroco en las Cataratas del Niágara. 
Después de eso regresó a Serbia y luego se unió nuevamente a su Monasterio Kaona y contribuyó en gran medida a mejorarlo como centro espiritual. En 1981, el obispo Jovan Velimirović lo ascendió al rango de syncellus y a protosyncellus en 1987. En 1994, el obispo Lavrentije Trifunović lo promovió al rango de higúmeno y al rango de archimandrita en 1988.
A mediados de 2003, el Consejo de Obispos del Serbio Ortodoxo Chuech lo eligió Obispo de Australia y Nueva Zelanda. El 20 de julio de 2003 en la Iglesia Catedral de San Miguel en el Patriarca de Belgrado Pavle de Serbia, el Metropolitano Nikolaj Mrđa de Dabro y Bosnia, el Metropolitano Amfilohije Radović de Montenegro y el Litoral, el Metropolitano Longin Krčo de Nueva Gračanica, el Obispo Lavrentije Trifunović de Sabac y Valjevo, el obispo Irinej Gavrilović de Niš, el obispo Irinej Bulović de Bačka, el obispo Georgije Đokić de Canadá y el obispo Dositej Motika de Escandinavia y Gran Bretaña lo ordenaron obispo. Fue entronizado el 30 de diciembre del mismo año en el Monasterio de San Sava en Canberra, por su predecesor en Australia y Nueva Zelanda, Nikanor Bogunović.
El 27 de mayo de 2006, el obispo Milutin fue nombrado a la diócesis restaurada de Valjevo. Su entronización tuvo lugar el 26 de septiembre en la Iglesia de la Resurrección del Señor en Valjevo.

## Muerte
Murió el 30 de marzo de 2020, en el Hospital del Centro Universitario Dr. Dragiša Mišović en Belgrado, debido a las consecuencias de la infección por COVID-19 durante la pandemia de enfermedad por coronavirus. Se convirtió en el primer obispo ortodoxo oriental que murió de COVID-19.